# Fondation Assistance aux Animaux
Pour les articles homonymes, voir FAA.
 (octobre 2015).
Si vous disposez d'ouvrages ou d'articles de référence ou si vous connaissez des sites web de qualité traitant du thème abordé ici, merci de compléter l'article en donnant les références utiles à sa vérifiabilité et en les liant à la section « Notes et références ».
La Fondation Assistance aux Animaux est une fondation de protection des animaux, reconnue d'utilité publique par décret du 14 mars 1989, et dont l'objet social est la défense et la protection des animaux domestiques et sauvages contre toute forme de souffrance infligée par l'homme.

## Historique
Elle est née de la fusion de trois associations de protection animale dans les années 1970 : 
- Association Française de défense des animaux (1930)
- Les amis des bêtes (1953)
- Brigade de défense des animaux (1957).

La Fondation Assistance aux Animaux est, à l’origine, une simple association, qui fédérait un certain nombre de délégations locales organisées autour d’un établissement accueillant des animaux domestique.
En 1989, une gestion avisée permet à l’association « Assistance aux Animaux » de se constituer en Fondation, et elle devient ainsi la première fondation reconnue d’utilité publique pour la protection des animaux domestiques en France. La même année, elle présente une « liste apolitique pour la protection des animaux et de leur environnement » aux élections européennes dirigée par Arlette Alessandri. Elle recueille 188 573 suffrages, soit 1,04% des suffrages.

## Moyens d’actions
Parmi ses établissements, la Fondation a ouvert six refuges, cinq dispensaires, cinq maisons de retraite, un centre d’accueil pour chevaux et une ferme pédagogique.

### Refuges
La Fondation Assistance aux Animaux dispose de six refuges répartis sur différents départements français et dont les capacités sont détaillées ci-après :
|                                       | Date de création | Capacité d'accueil             | Personnel employé |
| ------------------------------------- | ---------------- | ------------------------------ | ----------------- |
| Refuge de Villevaudé (Seine-et-Marne) | 1980             | + de 100 chiens + de 100 chats | 9                 |
| Refuge de Toulon (Var)                | 1939             | 60 chiens                      | 5                 |
| Refuge de Moranvilliers (Yvelines)    | 2014             | 80 chiens                      | 3                 |
| Refuge de Bellegarde (Gard)           | 1985             | 120 chiens 100 chats           | 9                 |
| Refuge de Carros (Alpes-Maritimes)    | 1980             | 100 chiens 100 chats           | 11                |

### Dispensaires
Les cinq dispensaires de la Fondation Assistance aux Animaux permettent aux personnes démunies des ressources suffisantes pour soigner leur animal de compagnie de bénéficier de soins vétérinaires de qualité, et assurent ainsi la mission sociale de l’organisation. Ils sont répartis dans différentes villes françaises. Ils ont été créés successivement à Paris (en 1985), à Toulon (en 1991), à Marseille (en 1997), à Nice (en 2001) et à Bordeaux (en 2012), et emploient environ 20 salariés (vétérinaires compris).

### Centres d’accueil et ferme pédagogique

La ferme du Hameau de la Reine de Versailles, site d'accueil de la ferme pédagogique de l'association.

Les centres d'accueil et la ferme pédagogique sont des établissements spécifiques qui recueillent des animaux de ferme, des équidés et des chats semi-sauvages (parfois dénommés féraux). Ces trois établissements sont répartis entre les Yvelines et l'Eure-et-Loir.
La ferme pédagogique du Hameau de la Reine, situé dans le parc de Versailles, reçoit également quant à elle la visite de groupes d'enfants (scolaires, centres aérés ou de loisirs, etc.).

## Actions représentatives

### Sauvetages animaliers
La Fondation Assistance aux Animaux est régulièrement sollicitée par les autorités compétentes pour recueillir des animaux ayant fait l’objet d’une saisie par voie judiciaire, notamment en cas de mauvais traitements. Ces opérations sont menées conjointement avec les services de l’état (Direction départementale de la protection des populations) chargés de constater ces manquements et qui dépendent du Ministère de l’Agriculture, et, parfois, avec le concours d'autres associations. Par exemple :
- Janvier 2009 : saisie de 170 bovins à Fourmies (Nord)[7]
- Décembre 2012 : 34 chiens recueillis à Corniéville (Meuse)[8]
- Janvier 2013 : saisie de 190 chiens à Ciral et Saint Fraimbault (Orne)[9]
- Février 2014 : sauvetage[style à revoir] de 60 chats à Lunel (Gard)[10]
- Avril 2014 : saisie de 160 chiens à Juillaguet (Charente-Maritime)[11]

Par ailleurs, la Fondation est aussi amenée à venir en aide à des animaux domestiques détenus dans de mauvaises conditions, et dispose pour ce faire d'un réseau de 300 enquêteurs bénévoles.

### Abattage rituel
Un jugement rendu le 5 mars 2019 par la Cour de Cassation dans une affaire opposant la Fondation Assistance aux Animaux à une prêtresse vaudoue, reconnaît que le principe de liberté religieuse, même dans le contexte rituel d'un sacrifice à une divinité, « n'implique pas que soit autorisée la pratique, sur les animaux domestiques apprivoisés ou tenus en captivité, de sévices et d'actes de cruauté » (à savoir « des actes accomplis intentionnellement dans le but de provoquer leur souffrance où leur mort »).

### Puce électronique
En 2002, la Fondation Assistance aux Animaux a manifesté son hostilité à l’encontre de la généralisation des nouveaux systèmes d’identification des animaux par transpondeur électronique.

## Critiques par la Cour des Comptes
En 2016, à la suite d'une alerte déclenchée par un ancien salarié, l'association est soupçonnée de manquer à certaines de ses missions, notamment concernant la délivrance de soins gratuits, et de prendre une distance trop importante avec ses statuts officiels.
La Cour des Comptes lance une enquête sur les exercices 2011 à 2014 et publie en juillet 2016 un rapport qui reproche le manque de transparence dans l'affectation des fonds collectés, une gestion budgétaire inadéquate et une gouvernance déficiente,. 
Le rapport est disponible sur le site de la Cour des Comptes.
Un avis négatif de la Cour des Comptes peut avoir des conséquences sur le statut d'association reconnue d'utilité publique. La Cour des Comptes a constaté la constitution d'un patrimoine immobilier et financier jugé important, à savoir 52,8 millions d'euros en 2014.
Concernant la gouvernance défaillante, il est également question dans le rapport de la Cour des Comptes de problèmes de conflits d'intérêts. Les administrateurs auraient logé des proches dans des biens appartenant au patrimoine immobilier de la Fondation, l'ex-président est nommé dans le rapport.
Le 8 août 2016, la Fondation a publié un droit de réponse dans le magazine Sciences et Avenir.
Par un arrêt du 8 janvier 2025, la Cour des comptes a condamné certains dirigeants pour des maniements de fonds irréguliers.